# Eupithecia dsharkendi
Eupithecia dsharkendi är en fjärilsart som beskrevs av András Vojnits 1977. Eupithecia dsharkendi ingår i släktet Eupithecia och familjen mätare. Inga underarter finns listade i Catalogue of Life.